# Tweemanspolder Molen No.1
De Tweemanspolder Molen No.1 is een grondzeiler nabij Zevenhuizen. De molen is in 1730 gebouwd en is de ondermolen van de molenviergang Tweemanspolder. De molen was tot 1950 voorzien van een scheprad. Ten gevolge van verandering in het polderpeil is het scheprad vervangen door een centrifugaalpomp, die echter niet voldeed. In 1953 is de viergang buiten bedrijf gesteld en zijn de molens in bezit gekomen van de Stichting Molenviergang Tweemanspolder. In 2009/2010 is een ingrijpende restauratie uitgevoerd, waarbij de verandering uit 1950 ongedaan is gemaakt en het scheprad verdiept is teruggebracht. Hierdoor komt de molenviergang weer in balans. De molen wordt bewoond en is niet te bezoeken.
De molenviergang draait tweemaal per maand, op zaterdag.